# Gary Cole
Gary Michael Cole (Park Ridge, Cook megye, Illinois, 1956. szeptember 20. –) amerikai színész.
Olyan filmekben és sorozatokban szerepelt, mint Az elnök emberei, A férjem védelmében, Az alelnök, a Lángoló Chicago, A Brady család, a Hivatali patkányok, a Kidobós: Sok flúg disznót győz és a Taplógáz: Ricky Bobby legendája.
Ő szolgáltatta továbbá a főszereplő hangját is az Adult Swim Harvey Birdman, Attorney at Law című rajzfilmsorozatában, illetve James Timothy Possible hangját a Kim Possible című sorozatban. Az NCIS című sorozatban ő játssza Alden Parker különleges ügynök szerepét a 19. évadtól kezdve.

## Fiatalkora és családja
Gary Michael Cole néven született Park Ridge-ben, a chicagói agglomerációban, és a közeli Rolling Meadows-ban nőtt fel. Szülei Robert Cole és Margaret „Peggy” Cole voltak. Van egy nővére, Nancy.
A Rolling Meadows High School tanulója volt, majd az Illinois State Universityn folytatta tanulmányait. Itt Laurie Metcalf és John Malkovich osztálytársa volt.

## Magánélete
1992. március 8-án vette feleségül Teddi Siddall színésznőt. Egy lányuk született, Mary. 2017. június 19-én Siddall benyújtotta a válópert. Siddall 2018-ban elhunyt.

## Filmográfia

### Film
| Év   | Magyar cím                        | Eredeti cím                                 | Szerep                                   | Magyar hangja    |
| ---- | --------------------------------- | ------------------------------------------- | ---------------------------------------- | ---------------- |
| 1985 | Élni és meghalni Los Angelesben   | To Live and Die in L.A.                     | üldözött férfi (stáblistán nem szerepel) |                  |
| 1986 | Lucas és a szerelem               | Lucas                                       | segédedző                                |                  |
| 1993 | Célkeresztben                     | In the Line of Fire                         | Bill Watts                               | Selmeczi Roland  |
| 1995 | A Brady család                    | The Brady Bunch Movie                       | Mike Brady                               | Csankó Zoltán    |
| 1995 | A Brady család                    | The Brady Bunch Movie                       | Mike Brady                               | Kőszegi Ákos     |
| 1996 | A Brady család 2.                 | A Very Brady Sequel                         | Mike Brady                               |                  |
| 1997 |                                   | Santa Fe                                    | Paul Thomas                              |                  |
| 1997 | Bűnös szándék                     | Gang Related                                | Richard Simms                            |                  |
| 1997 |                                   | Cyclops, Baby                               | Manks                                    |                  |
| 1998 | Szimpla ügy                       | A Simple Plan                               | Baxter                                   |                  |
| 1998 | Csóklopók                         | Kiss the Sky                                | Marty                                    | Végh Péter       |
| 1998 | Látástól Mikulásig                | I'll Be Home for Christmas                  | Jake apja                                | Rosta Sándor     |
| 1999 | Hivatali patkányok                | Office Space                                | Bill Lumbergh                            | Rosta Sándor     |
| 2000 | Rossz álmok                       | The Gift                                    | David Duncan                             | Háda János       |
| 2001 | Asszonysorsok                     | The Rising Place                            | Avery Hodge                              |                  |
| 2002 | Sötétkamra                        | One Hour Photo                              | Bill Owens                               | Csankó Zoltán    |
| 2002 | Én, a kém                         | I Spy                                       | Carlos ügynök                            | Rosta Sándor     |
| 2004 | Nyerj egy randit Tad Hamiltonnal! | Win a Date with Tad Hamilton!               | Henry Futch                              | Barbinek Péter   |
| 2004 | Kidobós: Sok flúg disznót győz    | Dodgeball: A True Underdog Story            | Cotton McKnight                          | Salinger Gábor   |
| 2005 | A kör 2.                          | The Ring Two                                | Martin Savide                            | Rosta Sándor     |
| 2005 | Hóbortos szerelem                 | Mozart and the Whale                        | Wallace                                  |                  |
| 2005 | Cry Wolf - Kiálts farkast!        | Cry Wolf                                    | Mr. Matthews                             | Szinovál Gyula   |
| 2006 | Taplógáz                          | Talladega Nights: The Ballad of Ricky Bobby | Reese Bobby                              | Seress Zoltán    |
| 2007 | Az utolsó jelentés                | Breach                                      | Rich Garces                              | Orosz István     |
| 2007 | Méltatlan előítélet               | American Pastime                            | Billy Burrell                            |                  |
| 2008 | Határtalan indulat                | Conspiracy                                  | Rhodes                                   | Tarján Péter     |
| 2008 | Ananász expressz                  | Pineapple Express                           | Ted Jones                                | Végh Péter       |
| 2008 | Csapatszellem                     | Forever Strong                              | Larry Gelwix                             | Rosta Sándor     |
| 2009 |                                   | A Good Funeral                              | Stan Talmadge                            |                  |
| 2009 | Kivonat                           | Extract                                     | Bar Patron (stáblistán nem szerepel)     |                  |
| 2009 | Eladó a családom                  | The Joneses                                 | Larry Symonds                            | Rosta Sándor     |
| 2011 | Hopp                              | Hop                                         | Henry O'Hare                             | Háda János       |
| 2011 |                                   | The Chicago 8                               | Bill Kunstler                            |                  |
| 2011 | Joe May utolsó dobása             | The Last Rites of Joe May                   | Lenny                                    | Debreczeny Csaba |
| 2011 |                                   | Vamp U                                      | Arthur Levine                            |                  |
| 2014 | Szex és haverok                   | Date and Switch                             | Dwayne                                   | Rosta Sándor     |
| 2014 | Tammy                             | Tammy                                       | Earl                                     | Rosta Sándor     |
| 2014 | Rettegés alkonyat után            | The Town That Dreaded Sundown               | Tillman rendőrfőnök-helyettes            | Csankó Zoltán    |
| 2015 | Tökéletlen talajfogás             | The Bronze                                  | Stan Greggory                            | Tarján Péter     |
| 2015 |                                   | Everyday Miracles                           | Clay Peaks                               |                  |
| 2015 | Megváltó show                     | Divine Access                               | Guy Roy Davis tiszteletes                |                  |
| 2015 |                                   | Christmas Eve                               | Dr. Roberts                              |                  |
| 2016 |                                   | Hot Air                                     | Aviátor                                  |                  |
| 2017 |                                   | Small Crimes                                | Dan Pleasant                             |                  |
| 2018 | Szűzőrség                         | Blockers                                    | Ron                                      | Epres Attila     |
| 2018 |                                   | Under the Eiffel Tower                      | Gerard                                   |                  |
| 2018 |                                   | Unbroken: Path to Redemption                | Dr. George Bailey                        |                  |
| 2018 |                                   | Seven in Heaven                             | Mr. Wallace                              |                  |
| 2019 | Ebgondolat                        | The Art of Racing in the Rain               | Don Kitch                                | Epres Attila     |
| 2019 |                                   | Married Young                               | Aaron                                    |                  |
| 2020 |                                   | Anderson Falls                              | Mark Witver                              |                  |
| 2022 | Bob Burgerfalodája – A film       | The Bob's Burgers Movie                     | Sergeant Bosco (hangja)                  |                  |
| 2022 |                                   | Beavis and Butt-Head Do the Universe        | Mattison (hangja)                        |                  |